# Jorge Llopart
Jorge Llopart Ribas (El Prat de Llobregat, 1952. május 5. – Badalona, 2020. november 11.) olimpiai ezüstérmes, Európa-bajnok spanyol atléta, gyalogló.

## Pályafutása
Az 1978-as prágai Európa-bajnokságon aranyérmes lett 50 km-es gyaloglásban. Az 1980-as moszkvai olimpián a keletnémet Hartwig Gauder mögött a második lett és ezüstérmet szerzett ugyanebben a versenyszámban. A következő két olimpián is indult. 1984-ben a hetedik, 1988-ban a 13. helyen végzett. Az 1982-es atlétikai Európa-bajnokságon hatodik volt 50 kilométeren.

## Sikerei, díjai
- Olimpiai játékok – 50 km gyaloglás
  - ezüstérmes: 1980, Moszkva
- Európa-bajnokság – 50 km gyaloglás
  - aranyérmes: 1978, Prága
- Spanyol bajnokság – 50 km gyaloglás
  - aranyérmes: 1978,[8] 1981,[9] 1990,[10] 1991[11]
  - ezüstérmes: 1980[12] 1982[13]